# Nalanda

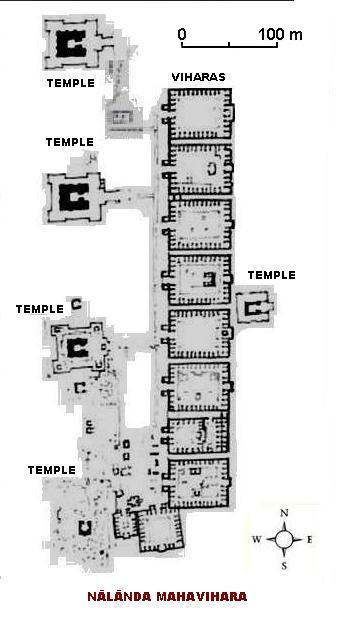
Schemat klasztoru sporządzony na podstawie przeprowadzonych badań archeologicznych

Nalanda (hindi: नालंदा, Nālandā) – buddyjski klasztor i uniwersytet założony w V wieku, w północno-wschodnich Indiach, na terenie dzisiejszego stanu Bihar. Jedna z najstarszych placówek edukacyjnych na świecie, jednocześnie obok Wikramasili największa i najsławniejsza tzw. mahāvihāra (wielki klasztor). W 2016 roku obiekt wpisano na listę światowego dziedzictwa UNESCO.
Kompleks został zlokalizowany w miejscu narodzin i śmierci Sāriputty, jednego z najważniejszych uczniów Buddy Siakjamuniego. Za rządów króla Aśoki (III wiek p.n.e.) wybudowano tu świątynię, wokół której w okresie późniejszym powstały zabudowania zakonne.
Swój rozkwit i znaczenie uniwersytet zawdzięczał władcom z dynastii Guptów i Palów. Dzięki ich patronatowi wykładali w nim najsłynniejsi buddyjscy uczeni, a do Nalandy ściągali studenci z całej Azji Wschodniej, Południowo-Wschodniej, Środkowej, a także z Persji i innych krajów niebuddyjskich.
Po siedmiu wiekach działalności, klasztor został zburzony w wyniku XII-wiecznego, muzułmańskiego najazdu.

## Historia
Zgodnie z tradycją, w miejscu w którym powstał późniejszy uniwersytet, miał urodzić się, nauczać i osiągnąć parinirwanę (oświecenia w momencie śmierci) osobisty uczeń Siakjamuniego Sāriputta. Opisywany jest on jako ten z uczniów Buddy, który podjął się pierwszej próby systematycznego przestudiowania buddyjskiej doktryny i to jemu właśnie przypisuje się opracowanie założeń Abhidharmy (komentarze do sutr). Łączność miejsca z legendą mogła być jednym z głównych powodów, dla których założyciele uniwersytetu uznali je za wyjątkowo dogodne dla lokalizacji buddyjskiego centrum nauk.
W czasach króla Aśoki wybudowano upamiętniającą to wydarzenie pierwszą świątynię i jakkolwiek informacje o wczesnej historii klasztoru są niepewne, to z czasów państwa Kuszanów pochodzą pierwsze informacje o Nalandzie jako centrum nauki. Według legendy miał tu nauczać sam Nagardżuna. 
Ostatecznie klasztor i szkołę wybudowano rozkazem króla Śakrāditya, utożsamianego przez dzisiejszych naukowców z Kumaraguptą I (414-454), któremu w fundacji nie przeszkadzał fakt, iż podobnie jak cała dynastia Guptów, był wyznawcą ortodoksyjnego hinduizmu. Czas budowy zdają się potwierdzać zapiski chińskiego pielgrzyma Faxiana, który w 410 odwiedził miejsce narodzin Sāriputty, nie odnotowując jeszcze śladów uniwersytetu.
Dzięki królewskiemu patronatowi oraz hojności świeckich donatorów, klasztor aż do XI wieku systematycznie rozbudowywano. W okresie późniejszym opiekę nad nim przejęli władcy z buddyjskiej dynastii Pala i pomimo obniżenia jakości kształcenia, Nalanda pozostawała istotnym centrum nauk, konkurującym z pobliską Wikramasilą (założoną w VIII wieku). W ostatnim okresie działalności jej nauczyciele byli często wyznaczani do sprawowania kontroli nad sprawami Nalandy, a wielka popularność buddyzmu tantrycznego, którego Wikramasila była centrum, powodowała stopniowy upadek pierwszego indyjskiego uniwersytetu.
Całości obrazu dopełnił muzułmański podbój północnych Indii z przełomu wieków XII i XIII, kiedy to w wyniku najazdu, którym dowodził Bakhtyara Khilji (odpowiedzialny również za późniejsze zburzenie Wikramasili), klasztor został splądrowany (1197), mnisi wymordowani, a zbiory biblioteczne spalone.

## Organizacja i program nauczania
Niezwykle istotnym źródłem informacji o funkcjonowaniu Nalandy, są relacje chińskich pielgrzymów: Xuanzanga (ur. ok. 602–664), w postaci „Zapisków z podróży po krajach zachodnich” oraz Yijinga (635–713), autora niewiele późniejszych „Zapisków dotyczących religii buddyjskiej”.
Według ich relacji w klasztorze przebywało „kilka tysięcy” (Xuanzang) lub „więcej niż 3 tys. mnichów” (Yi Xing). Biograf Xuanzanga Hui Li podaje nawet liczbę 10 tys., jednak ta ostatnia wielkość wydaje się zdecydowanie przeszacowana, a podstawowym argumentem za jej odrzuceniem jest fakt, iż Hui Li nigdy sam nie odwiedził Nalandy. Dokładne badania ruin klasztoru, zdają się wskazywać, że liczba mnichów nie mogła osiągnąć 10 tys., a w niektórych wariantach nawet 3 tys. (uzależniono to od ilości kondygnacji poszczególnych budynków).
Xuanzang twierdził, że w klasztorze przebywało ok. tysiąca nauczycieli, a kilkuset z nich cieszyło się wielkim poważaniem. Imiona najznakomitszych zapisywano białą farbą na bramie wejściowej, a przełożonym zgromadzenia zostawał zwykle ten z braci, który wyróżniał się nie tylko pobożnością, ale również wiedzą. O przyjęcie w poczet studentów starali się mieszkańcy wszystkich zakątków Indii, a także Chin, Korei, Tybetu, państw Azji Centralnej i Azji Południowo-Wschodniej. Wymagania jakie stawiano adeptom były wyjątkowo wysokie i tylko dwóch lub trzech na dziesięciu kandydatów było w stanie im sprostać.  
Program nauczania był kompleksowy i urozmaicony. Pomimo tego, że większość kadry należała do szkoły mahajany, nauczano przede wszystkim języka palijskiego, w którym spisano większość tekstów wykładanej również hinajany. W użyciu były także traktaty wielkich mistrzów Nagarjuny, Wasubandhu, Asangi i Dharmakirtiego. Nie zaniedbywano tematyki charakterystycznej dla kultury hinduskiej, czyli gramatyki, logiki i literatury. W okresie późniejszym wprowadzono kursy samkhji (joga), astronomii, astrologii oraz medycyny.
Ozdobą uniwersytetu była bez wątpienia biblioteka, na którą składały się trzy, wypełnione manuskryptami, budynki. Jeden z chińskich mnichów Yi Xing miał w Nalandzie skopiować 400 traktatów o łącznej liczbie 500 tys. wersów.
Od VIII wieku Nalanda stała się również ważnym ośrodkiem propagowania religii buddyjskiej w Tybecie. Stąd pochodził Szantirakszita, budowniczy i pierwszy opat klasztoru Samje, zaproszony do Tybetu przez króla Trisong Decena (779).

## Administracja

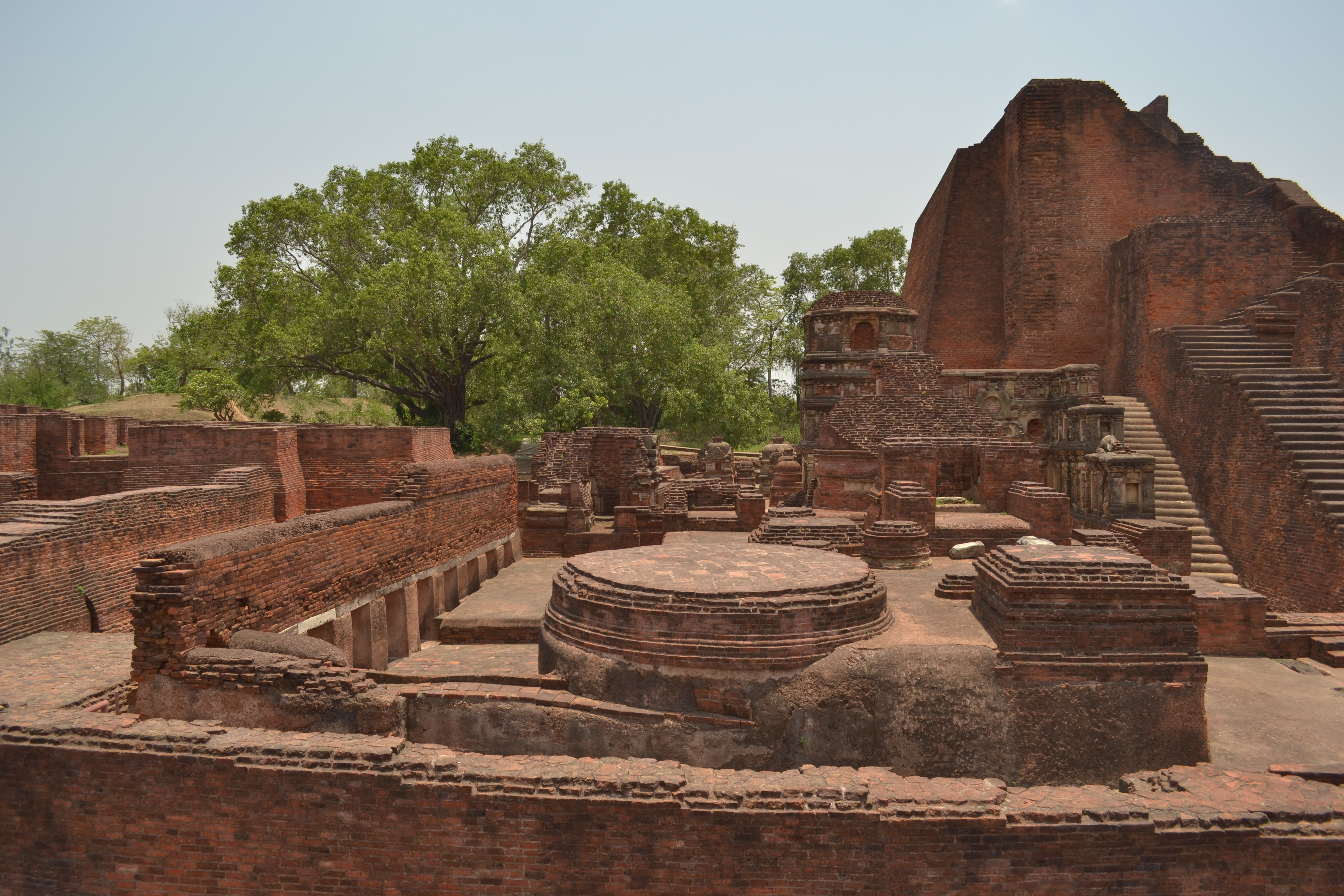
Nalanda

Na czele klasztoru stał obierany przez wspólnotę opat, a w zarządzaniu sprawami bieżącymi wspierały go dwie rady, administracyjna i akademicka. Ta druga zajmowała się głównie sprawami rekrutacji, ustalaniem przebiegu kursów oraz wyznaczaniem zadań dla konkretnych nauczycieli. Bardzo ważną kwestią pozostawała także opieka nad biblioteką. Rada administracyjna zajmowała się głównie zarządzaniem majątkiem klasztoru, naprawą budynków oraz utrzymaniem mnichów.
Klasztor zaspokajał wszystkie podstawowe potrzeby swoich nauczycieli i studentów (tj. jedzenie, ubranie, mieszkanie oraz opiekę medyczną). Poziom życia był tu bez wątpienia wysoki i zapewniony przez patronat władców oraz świeckich donatorów. Xuanzang wspomina nawet, że wsparcie zostało mu udzielone już w drodze do klasztoru w jednej z wiosek. 
Kwestie dóbr doczesnych należących do zgromadzenia szczegółowo opisuje Yi Xing. Do klasztoru należało ponad dwieście wsi w dużej mierze przekazanych mnichom przez lokalnych władców. Charakterystyczna dla rządów Guptów feudalizacja własności, przejawiała się nie tylko w prawie do oczynszowania należącej do klasztoru ziemi, ale również sprawowania przez mnichów kontroli administracyjnej nad miejscową ludnością. Wszystko to sprawiało, że klasztor był instytucją ekonomicznie samowystarczalną.

## Architektura i badania archeologiczne
Nalanda była najprawdopodobniej największym, buddyjskim zespołem klasztornym swoich czasów, a na miejsce jej budowy wybrano, należący wcześniej do bogatego kupca, gaj mangowców. Kompleks stanowiły budynki mieszkalne, świątynie, stupy, a cały obszar otoczony był murem z jedną bramą wjazdową. Pomimo tego, że budowa rozciągnięta była w czasie i trwała tak naprawdę przez cały okres funkcjonowania klasztoru, rozmieszczenie budynków zdradza planowość i poszanowanie pierwotnego założenia. Wielkie, uformowane w rząd budynki klasztorne, w liczbie prawdopodobnie większej niż jedenaście, stanowiły jego główny trzon. Wszystkie były do siebie podobne, posiadały centralny ganek i wspólny taras, a każdy z nich był najprawdopodobniej wielopiętrowy (o czym zdają się świadczyć klatki schodowe). Na ich wyposażeniu znajdowały się studnie, kuchnie oraz spiżarnie, a także miejsce wspólnych praktyk. Naprzeciw umieszczono świątynie z licznymi stupami.
Klasztor na przestrzeni stuleci wielokrotnie nawiedzały pożary, jednak za każdym razem dzięki wsparciu możnych patronów pieczołowicie go odbudowywano. Ruiny kompleksu odnalazł w 1872 brytyjski wojskowy i archeolog Alexander Cunningham. Badania kontynuowano pod nadzorem Archeological Survey of India w latach 1915-37 i 1974-82. Obszar badań objął teren o powierzchni 1 km², a większość znalezisk można podziwiać w miejscowym muzeum. Znajdują się w nim rzeźby, murale, miedziane tabliczki, monety, pieczęcie oraz ceramika.

## Odnowienie
W 2010 roku, przy wsparciu indyjskiego rządu, podjęto się zadania odnowienia uniwersytetu. Pomysł narodził się w 2007 w parlamencie stanowym Biharu. Placówka ma być „międzynarodową instytucją skupioną na wymianie intelektualnej oraz studiach filozoficznych, historycznych i duchowych” spajającą państwa Azji Wschodniej poprzez „wspomaganie wzajemnego zrozumienia i poszanowania kulturowego dziedzictwa i historii państw regionu”.